# Anna Seleznëva
Anna Seleznëva (in russo Анна Селезнёва?; Mosca, 29 luglio 1990) è una supermodella russa.

## Carriera
Nel 2007 firma un contratto con l'agenzia di moda parigina Silent Management e nello stesso anno debutta nelle sfilate primaverili di Akris, Céline e Dries van Noten. A novembre appare sulla copertina di Vogue Italia Jewels.
Nel 2008 sfila nelle capitali della moda per Antonio Berardi, Balmain, Yves Saint Laurent, Hermès, Lanvin, Valentino, Calvin Klein, Alberta Ferretti, Emanuel Ungaro e Louis Vuitton. A marzo appare in un editoriale di V fotografata da Mario Testino e, poche settimane dopo, il sito dello stesso magazine la posiziona al decimo posto nella classifica delle migliori modelle della stagione autunnale. È il volto per la campagna pubblicitaria Jeans di Calvin Klein: per l'occasione viene fotografata da Steven Meisel; lo stesso fotografo lavora con Selezneva per Vera Wang's Look. Ad agosto Terry Richardson la ritrae per un editoriale di Vogue Paris e, inoltre, il mese successivo appare sulla copertina della celebre rivista francese e della sua edizione russa.
Nel 2009 è il volto per la campagna pubblicitaria della fragranza Elle di Yves Saint Laurent; inoltre rimpiazza la collega Suvi Koponen per Calvin Klein. Continua ad apparire sulle copertine e negli editoriali delle maggiori riviste di moda internazionali lavorando con alcuni celebri fotografi, tra cui Terry Tsiolis, Inez van Lamsweerde, Vinoodh Matadin, Mario Sorrenti e Camilla Akrans. Appare sul calendario di Vogue Paris, fotografata nuovamente da Terry Richardson. A Parigi, New York e Milano sfila per Rodarte, Elie Saab, Ralph Lauren, Burberry e John Galliano. In un editoriale di Vogue appare accanto alle statue di cera di Michael Jackson e Madonna. Nella sua carriera è stata il volto delle campagne pubblicitarie di Fay, Emporio Armani, Blumarine e Versace.

### Copertine
- Australia: Vogue - aprile 2009
- Cina: Vogue - luglio 2009
- Francia: Vogue - settembre 2008
- Giappone: Vogue - marzo 2009
- Italia: Vogue - gennaio 2009
- Russia: Vogue - settembre 2008
- Stati Uniti: V - ottobre 2008; Look' New York - primavera 2009

## Agenzie
- Women Management Milano
- Silent Models